# 6085 Fraethi
6085 Fraethi (1987 SN3) là một tiểu hành tinh vành đai chính được phát hiện ngày 25 tháng 9 năm 1987 bởi P. Jensen ở Brorfelde.